# Фракция Си Цзиньпина
Фракция Си Цзиньпина (кит. 习近平派系, также упоминается как Клан Си (кит. 习家军) — термин, используемый для обозначения политических деятелей в Коммунистической партии Китая, которые тесно связаны с генеральным секретарём КПК Си Цзиньпином. Те, кто занимал важные провинциальные и местные посты во время пребывания Си Цзиньпина на посту партийного секретаря Чжэцзяна, известны как Новая армия Чжэцзян (кит. 之江新军), в то время как те, кто был связан с ним по работе в Фуцзяне, известны как Клика Фуцзянь (кит. 福建幫).

## Новая армия Чжэцзян
Под данным термином подразумеваются люди, которые были тесно связаны с Си и разделяют его политические взгляды, и которые заняли видные политические посты на провинциальном уровне или в центральных партийных и государственных органах.
Термин впервые широко использовался редактором гонконгской газеты Ta Kung Pao Ма Хаоляном (马浩亮) в статье под названием «Новая армия Чжэцзян в китайской политике». Термин Чжэцзян относится к реке Фучуньцзян, которая протекает через провинцию, но часто используется как поэтическая ссылка на большой регион Чжэцзян. Первоначально термин использовался в качестве названия книги Си Цзиньпина «Чжэцзян Синьюй» (之江新语), в которой собраны политические философии Си за время его пятилетнего срока на посту партийного лидера Чжэцзяна.
В состав входят:
- Цай Ци — первый секретарь Секретариата ЦК КПК,
- Хуан Куньмин — секретарь парткома КПК провинции Гуандун,
- Чэнь Дэжун — генеральный директор China Baowu Steel Group,
- Баянколу —  заместитель председателя Комитета по охране окружающей среды и сохранению ресурсов Всекитайского собрания народных представителей,
- Лоу Яншэн — секретарь парткома провинции Хэнань,
- Ся Баолун — заместитель председателя Народного политического консультативного совета Китая,
- Ли Цян — премьер Государственного совета КНР,
- Чэнь Миньэр — секретарь парткома Тяньцзиня,
- Ин Юн — генеральный прокурор Верховной народной прокуратуры КНР,
- Чжун Шаоцзюнь — директор Главного управления Центрального военного совета,
- Ли Си — секретарь Центральной комиссии по проверке дисциплины,
- Чэнь Си — ректор Центральной партийной школы КПК,
- Хэ Лифэн — вице-премьер Государственного совета КНР,
- Шу Гоузэн — член Коммунистической партии Китая.

## Клика Фуцзянь
Клика Фуцзянь относится к группе китайских политиков, тесно связанных с Си, который создал эту сеть доверенных союзников во время своего пребывания в Фуцзяне с 1985 по 2002 год и назначил их на влиятельные должности с тех пор, как стал лидером Китая, особенно в армии и полиции. Клика Фуцзянь является одной из двух важнейших политических группировок в администрации Си наряду с Новой армией Чжицзян.
В состав входят:
- Ван Сяохун — государственный советник и министр общественной безопасности,
- Дэн Вэйпин — член партийного комитета Министерства общественной безопасности,
- Хэ Вэйдун — заместитель председателя Центрального военного совета,
- Чжуан Жунвэнь — директор Государственной канцелярии интернет-информации КНР,
- Хэ Лифэн — вице-премьер Государственного совета КНР,
- Цай Ци — первый секретарь Секретариата ЦК КПК,
- Мяо Хуа — директор Департамента политической работы Центрального военного совета,
- Чжао Кэши — член Коммунистической партии Китая,
- Цай Иньтин — член Коммунистической партии Китая,
- Хуан Куньмин — секретарь парткома КПК провинции Гуандун.

## Другие члены фракции Си
Другие политики были названы СМИ в качестве соратников Си Цзиньпина. Они знали его или работали под началом Си в провинции Шэньси (родная провинция Си), на юго-востоке (провинции Чжэцзян и Фуцзянь) или в Университете Цинхуа, где Си провёл время в юности. Среди названных были Ван Цишань, Ли Чжаньшу, Лю Хэ, Чэнь Си, Хэ Итин, Ван Сяохун, Ли Шулэй и Хуан Синго (с тех пор опальный). В армии Лю Юань, Чжан Юся и Лю Ячжоу были названы в качестве некоторых из главных соратников Си.